# UK Tour 1971 (The Rolling Stones)
UK Tour 1971 bylo koncertní turné britské rockové skupiny The Rolling Stones, které sloužilo jako propagace alba Sticky Fingers. Turné bylo zahájeno koncertem v Newcastlu v Anglii a bylo zakončeno koncertem v Londýně v Anglii. Jednalo se o takové „rozlučkové“ turné, poněvadž skupina se rozhodla, že Británii opustí kvůli vysokým daním. Po turné skupina odletěla do jižní Francie do vily Nellcôte, kterou si Keith Richards pronajal a umožnil členům skupiny ubytování. Skupina zde nahrála album Exile On Main St. a poté se vydala na americké turné.

## Nahrávky
Z koncertu v Leedsu byla pořízena nahrávka písně Let It Rock, která vyšla jako druhá skladba B strany singlu Brown Sugar. Z koncertu v Roundhouse v Londýně bylo nahráno pět skladeb, které vyšly na bonusovém disku deluxe edice alba Sticky Fingers. Koncert v Marquee klubu v Londýně vyšel pod názvem Marquee Club (Live 1971).

## Seznam nejčastěji hraných skladeb
Autory skladeb jsou Micka Jagger a Keith Richards, pokud není uvedeno jinak.
1. Jumpin' Jack Flash
2. Live With Me
3. Dead Flowers
4. Stray Cat Blues
5. Love in Vain (Robert Johnson)
6. Midnight Rambler
7. Bitch
8. Honky Tonk Women
9. (I Can't Get No) Satisfaction
10. Street Fighting Man
11. Little Queenie (Chuck Berry)
12. Brown Sugar

## Sestava
The Rolling Stones
- Mick Jagger – zpěv, harmonika
- Keith Richards – kytara
- Mick Taylor – kytara
- Bill Wyman – baskytara
- Charlie Watts – bicí

Doprovodní členové
- Nicky Hopkins – klavír
- Bobby Keys – saxofon
- Jim Price – trubka

## Turné v datech
| Datum           | Město               | Stát    | Místo               |
| --------------- | ------------------- | ------- | ------------------- |
| 4. března 1971  | Newcastle upon Tyne | Anglie  | City Hall           |
| 5. března 1971  | Manchester          | Anglie  | Free Trade Hall     |
| 6. března 1971  | Coventry            | Anglie  | Coventry Theatre    |
| 8. března 1971  | Glasgow             | Skotsko | Greens Playhouse    |
| 9. března 1971  | Bristol             | Anglie  | Colston Hall        |
| 10. března 1971 | Brighton            | Anglie  | Big Apple           |
| 12. března 1971 | Liverpool           | Anglie  | Empire Theatre      |
| 13. března 1971 | Leeds               | Anglie  | University of Leeds |
| 14. března 1971 | Londýn              | Anglie  | Roundhouse          |
| 26. března 1971 | Londýn              | Anglie  | Marquee Club        |